# Поліція Словенії
Поліція Словенії (словен. Policija) — головний загальнодержавний правоохоронний орган Словенії, структурний підрозділ Міністерства внутрішніх справ Словенії. Складається з вісьмох управлінь поліції у містах Целє, Копер, Крань, Любляна, Марибор, Мурська Собота, Нова Гориця і Ново Место. Член Інтерполу і Міжнародної поліцейської асоціації. Входить до Організації з безпеки та співробітництва в Європі з 24 березня 1992 року. Підтримує міжнародні партнерські відносини з правоохоронними відомствами інших країн, наприклад, спільні вишколи з Федеральним бюро розслідувань США, участь в Албанії та Косові у складі багатонаціональних дорадчих поліційних сил.

## Історія

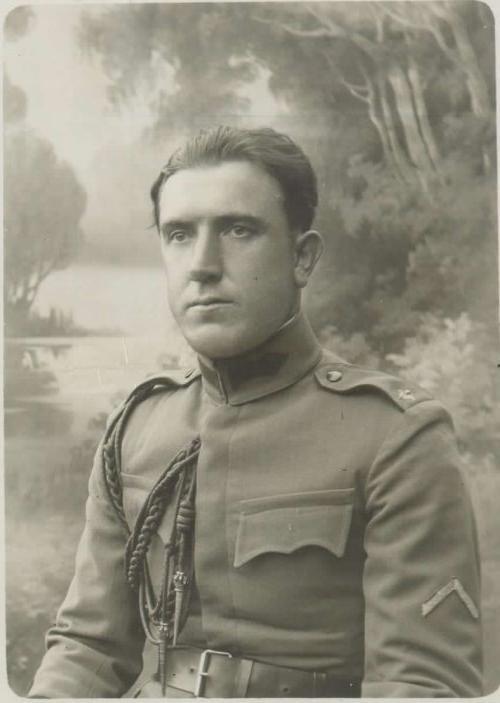
Жандарм часів Королівства Югославія

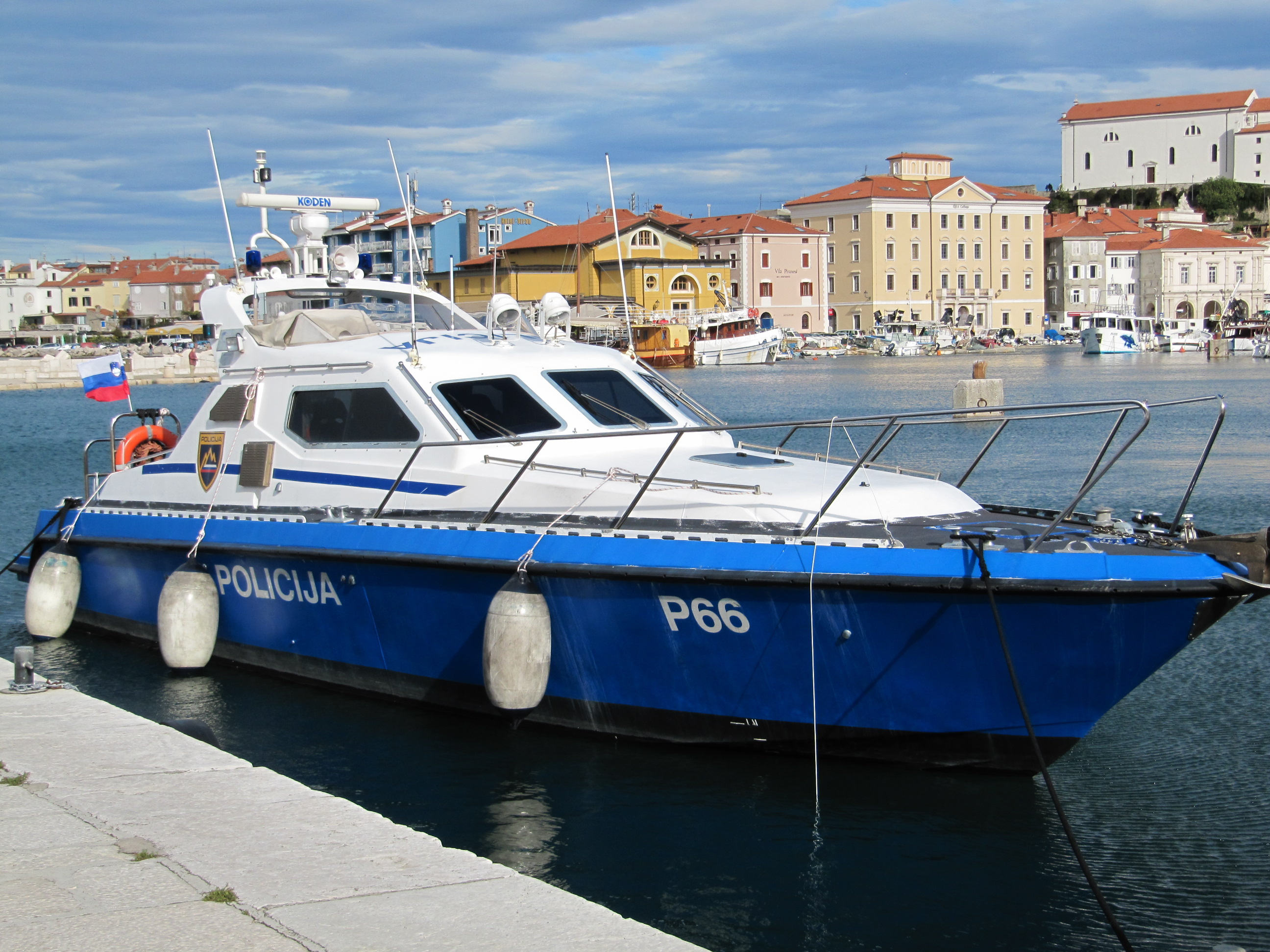
Поліційний катер P-66 у Пірані

Офіційною датою появи поліції у Словенії вважається 8 червня 1849, коли було створено австро-угорську жандармерію.
Правоохоронці відіграли помітну роль у виборюванні незалежності Словенії. Так, 1989 року відбулася операція «Північ», яку можна вважати першою оборонною акцією за незалежність Словенії, а наступного року деякі силовики долучилися до підрозділу словенської Територіальної оборони, який називався Маневрова структура національного захисту. Під час війни за незалежність Словенії поліція спільно з тодішньою Територіальною обороною Республіки Словенія воювала проти Югославської Народної Армії. На спомин про битву за прикордонний перехід Холмець (біля Превалє) під час війни за незалежність 27 червня відзначається День словенської поліції.
У січні 2021 року громадськість Словенії розбурхало розкриття даних про заробітну плату співробітників словенської поліції із зазначенням їхніх імен і прізвищ, посад і загальних сум, одержаних у грудні 2020 року. Ці відомості оприлюднило Міністерство внутрішніх справ під керівництвом Алеша Хойса у відповідь на страйк поліції, що почався. Були звинувачення в порушеннях конфіденційності поліціянтів і Правил захисту поліційних даних, а також у загрозі поліційним провадженням, громадській безпеці і безпеці поліціянтів. Уповноважена з питань інформації Мойца Прелеснік зазначала, що розголошення відповідало Загальному регламенту про захист даних і словенському законодавству про захист персональних даних, оскільки це стосується державних службовців, і тому не потребує інспекційного нагляду. Прем'єр-міністр Янез Янша розпорядився вивести працівників поліції із системи оплати праці державної служби.
16 червня 2021 року через велику кількість незаконних перетинів кордону в районі Брежиць створили другий за рахунком відділ нагляду за державним кордоном чисельністю 23 особи.

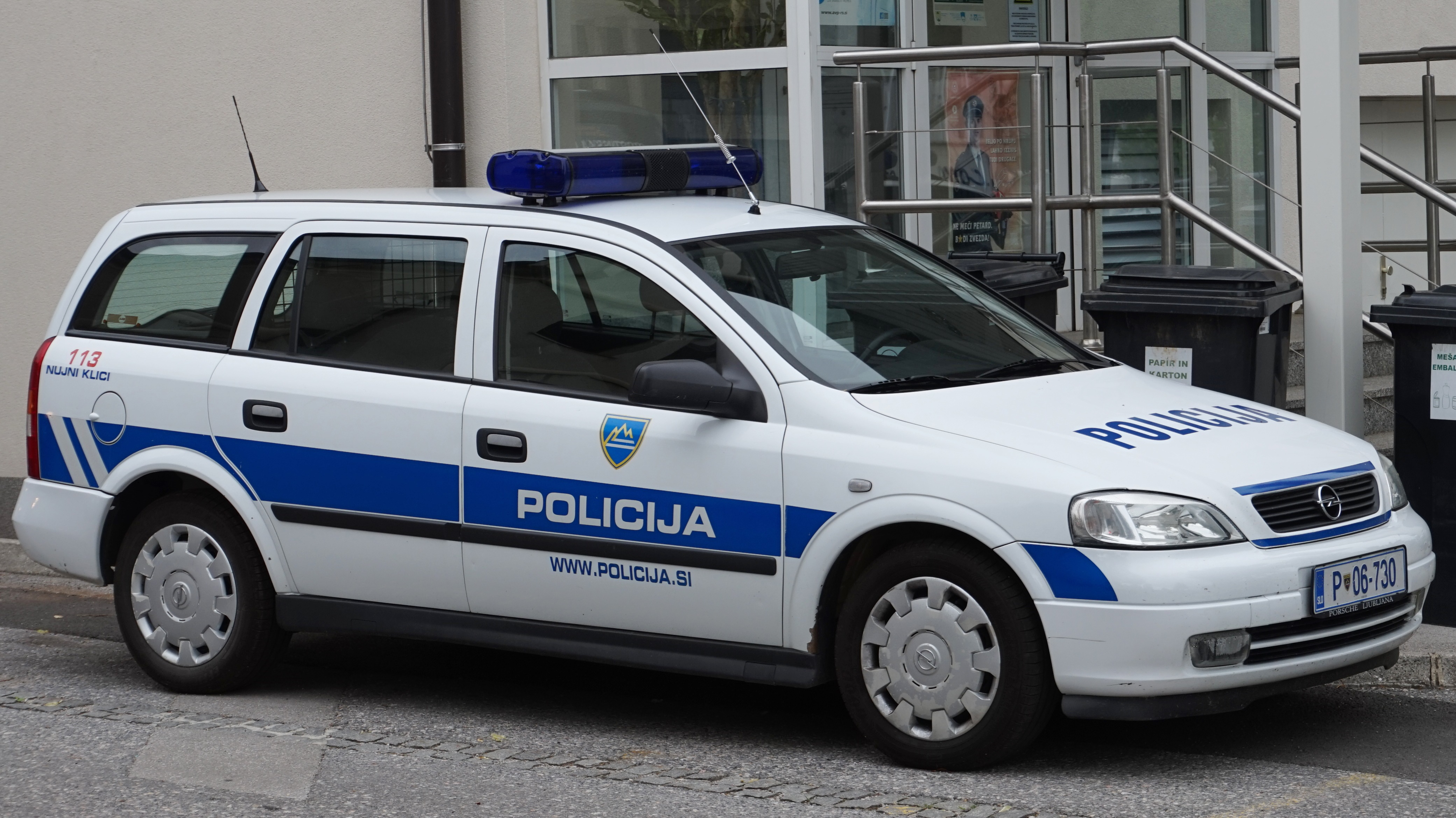
Автомобіль старого автопарку словенської поліції, який замінили у 2017 році

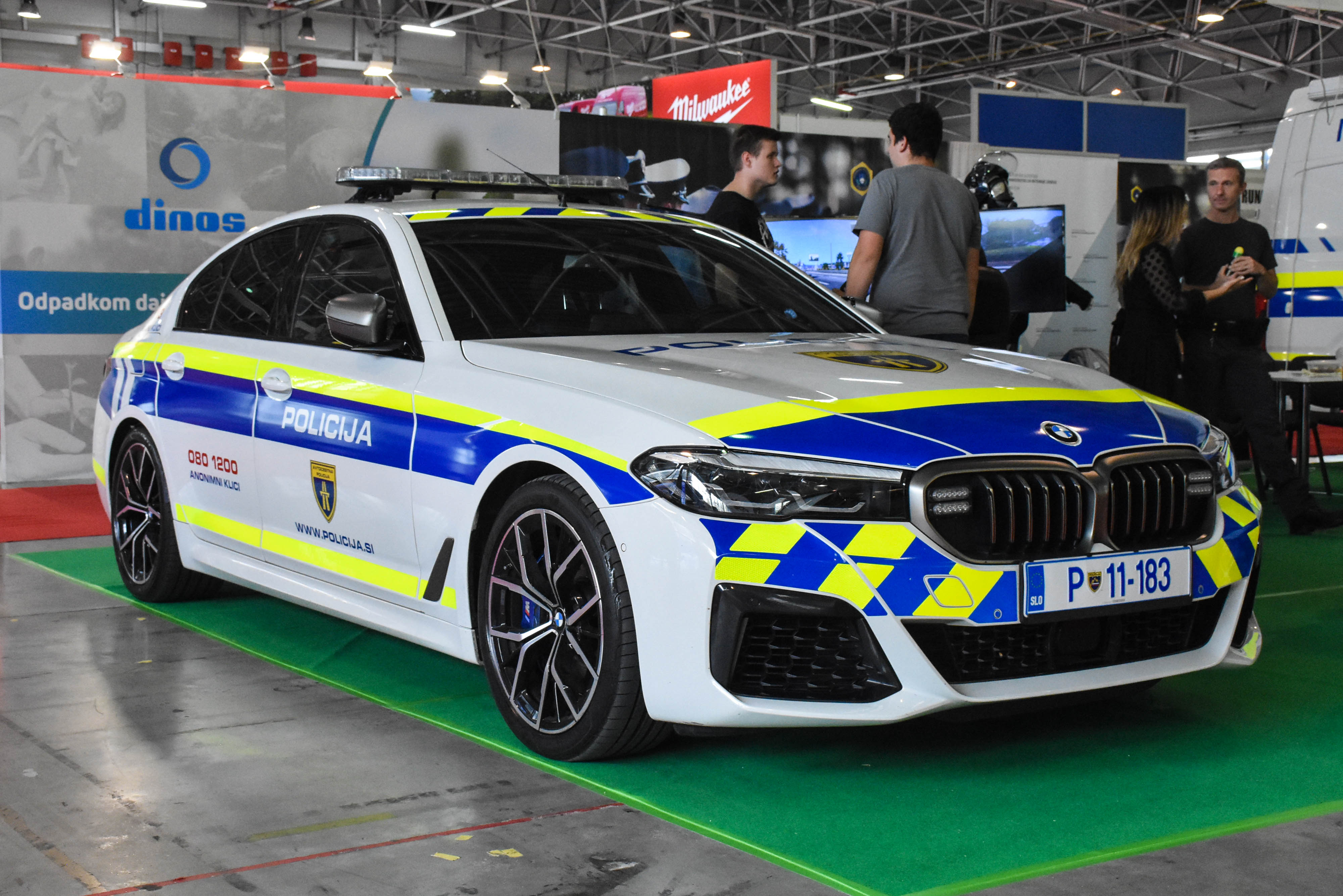
Один із найновіших зразків автопарку словенської поліції BMW M550i xDrive, закуплений 2021 року

У жовтні 2023 року колишня міністерка внутрішніх справ Татьяна Бобнар звинуватила прем'єр-міністра Роберта Голоба у втручанні в роботу правоохоронних органів, пов'язане з затриманням двох імовірних російських шпигунів у Словенії в листопаді 2022 року. Прем'єр відкинув це звинувачення. У жовтні 2024 року словенська поліція звинуватила Роберта Голоба у «втручанні у справи поліції» та у «скоєнні корупційного злочину». Голова словенського уряду відкинув і ці звинувачення, пояснивши їх появу політичною боротьбою, яку колишня очільниця МВС веде два роки з моменту своєї відставки.

## Устрій
Національна поліція Словенії діє під керівництвом словенського МЗС на трьох рівнях: загальнодержавному, регіональному та місцевому. 8 управлінь поліції разом поділяються на 111 поліційних відділків, усі з яких підпорядковуються Генеральному директору поліції. Retrieved May 29, 2007</ref>. Окрім звичайних підрозділів поліції, Словенія також використовує спецпідрозділ поліції (словен. Specialna Enota Policije), покликаний боротися з тероризмом та виконувати інші високо ризиковані завдання, які надто небезпечні або надто складні для звичайних правоохоронців.